# Chutes de Mae Surin
 (novembre 2023).
Nam Tok Mae Surin, également connues sous le nom de chutes de Mae Surin, sont des cascades situées dans la province thaïlandaise de Mae Hong Son.
La cascade de Mae Surin mesure 100 mètres de hauteur.
Le parc national Namtok Mae Surin comprend certains des plus hauts sommets de la chaîne Thanon Thong Chai, avec des altitudes comprises entre 300 et 1 700 m. 
Ces montagnes sont la source de nombreux ruisseaux et rivières mineures, eux-mêmes affluents importants pour la Pai.

## Galerie

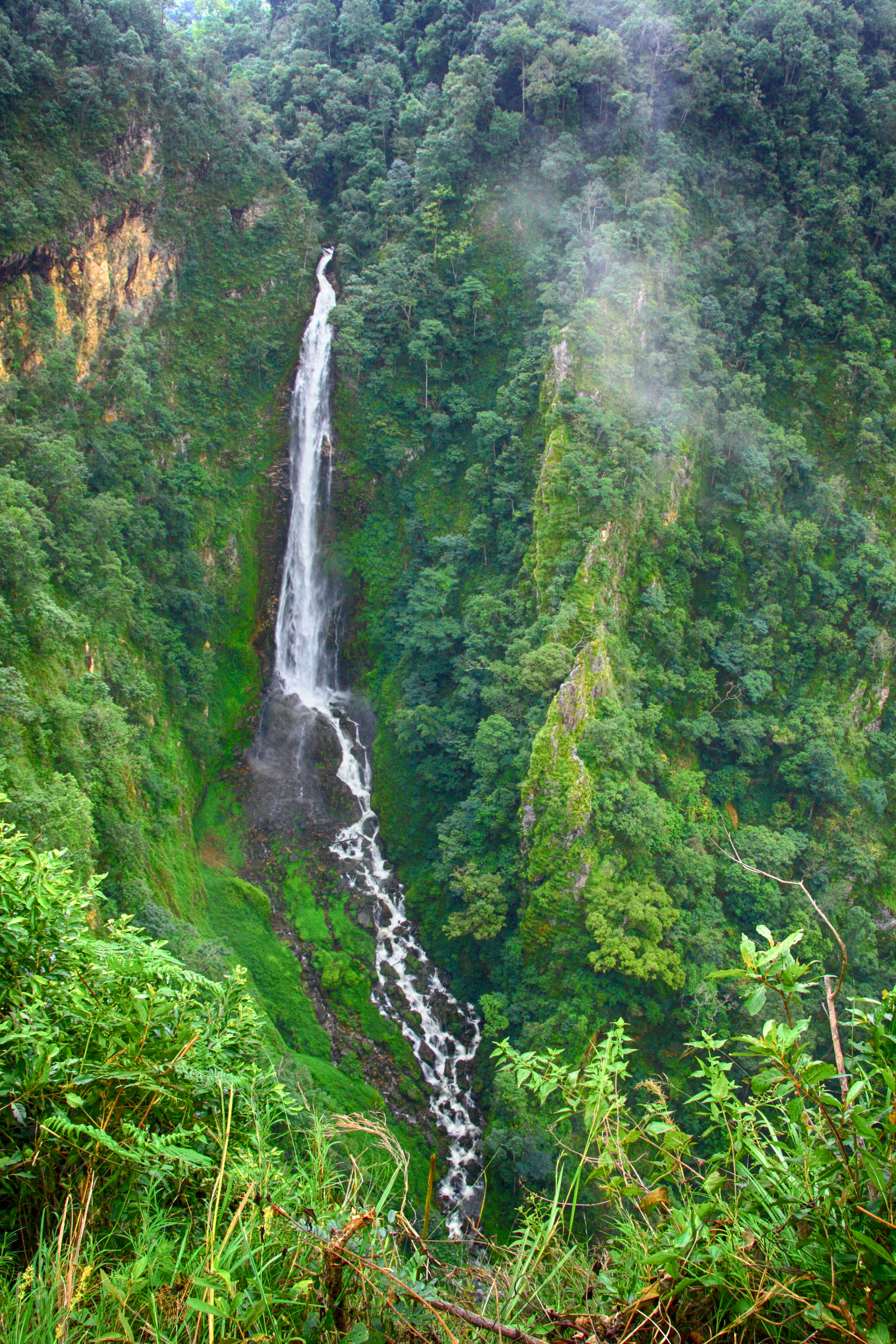
La chute en octobre 2010
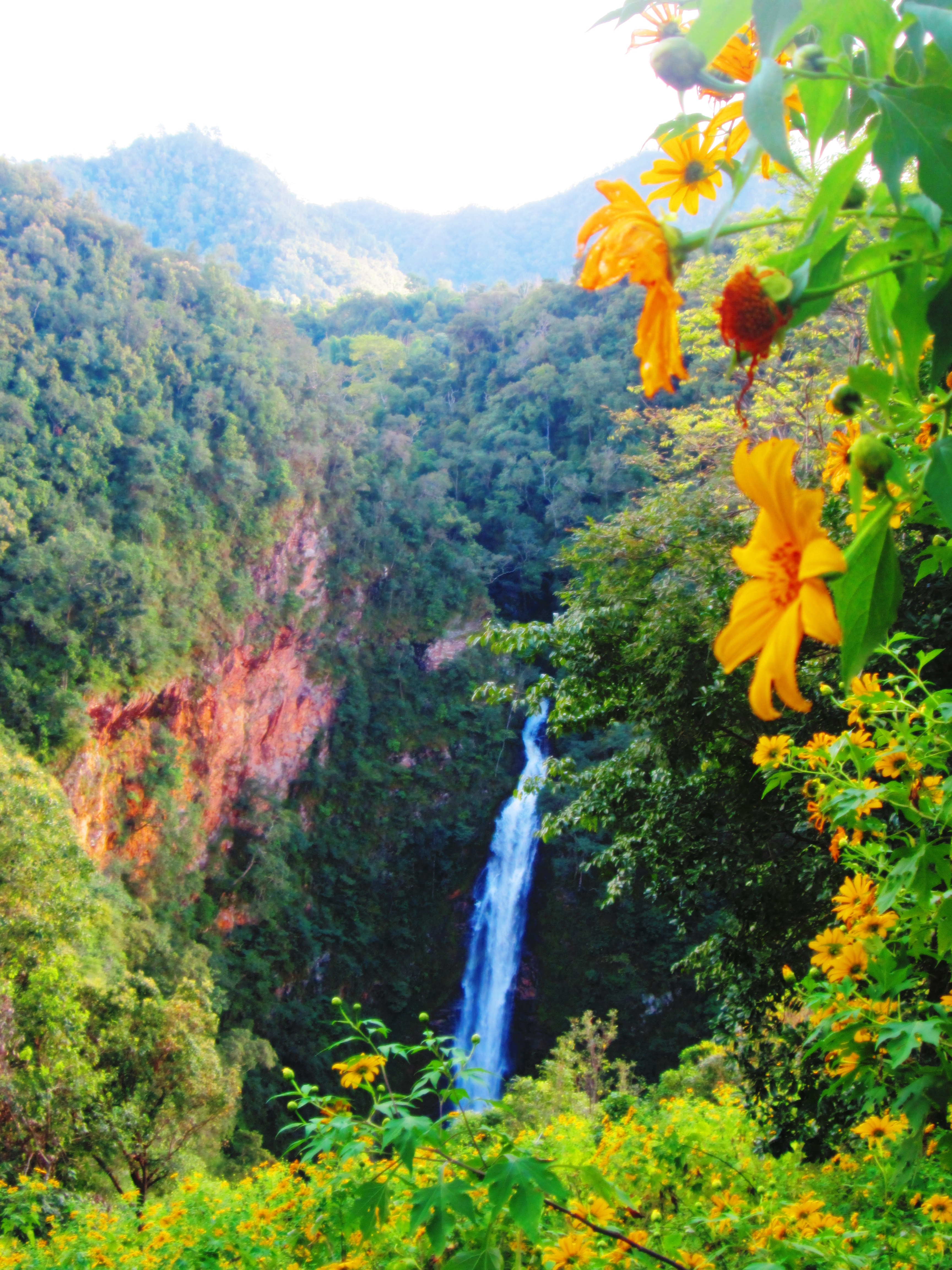
En novembre, après la mousson
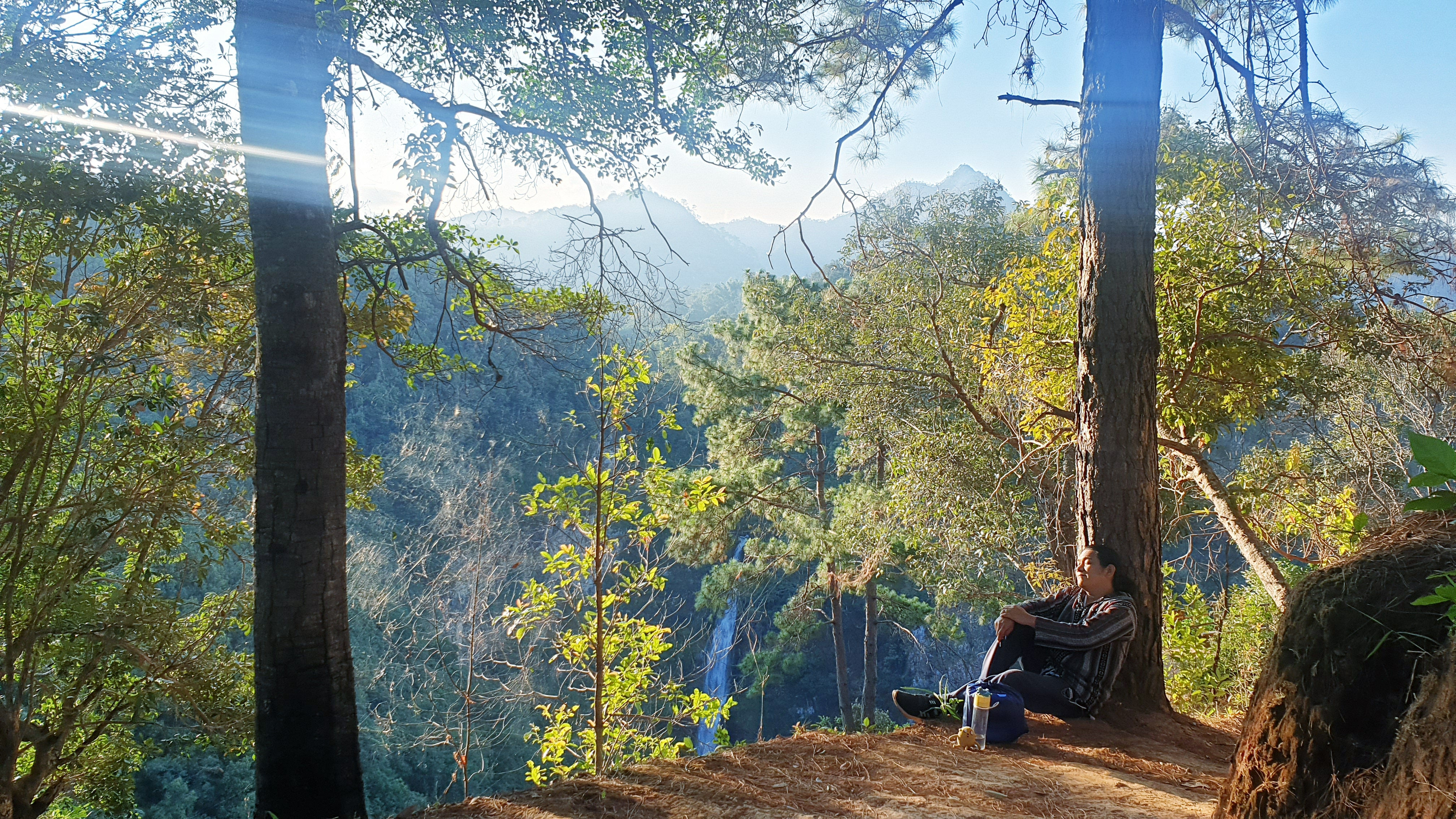
Un belvédère sur la chute
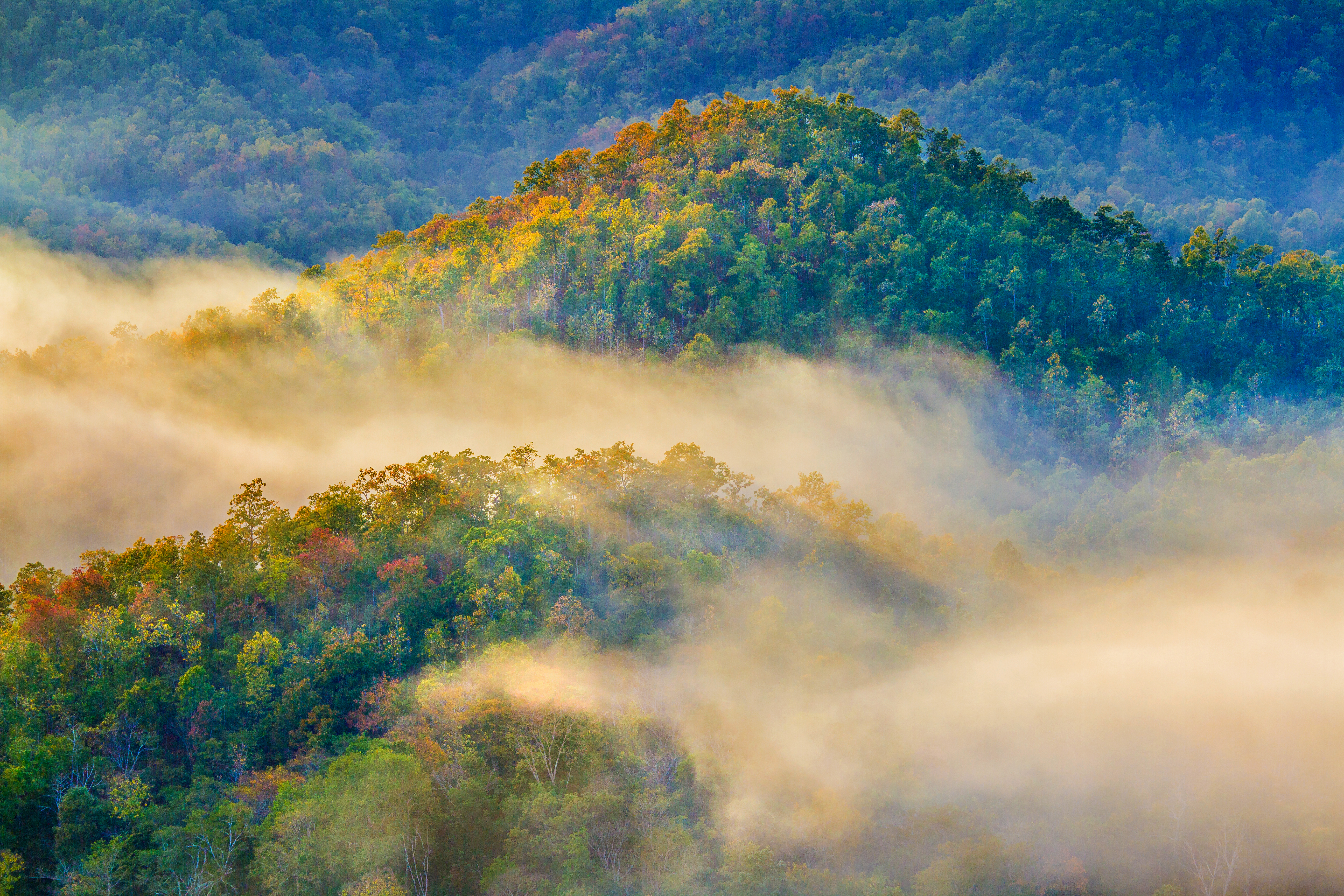
Forêt vierge du Parc national de Namtok Mae Surin environnant

### Pages liées
- Liste des parcs nationaux de Thaïlande
- Parc national de Namtok Mae Surin